# 卡尼亞維馬約河
14°41′21″S 72°22′53″W / 14.68917°S 72.38139°W

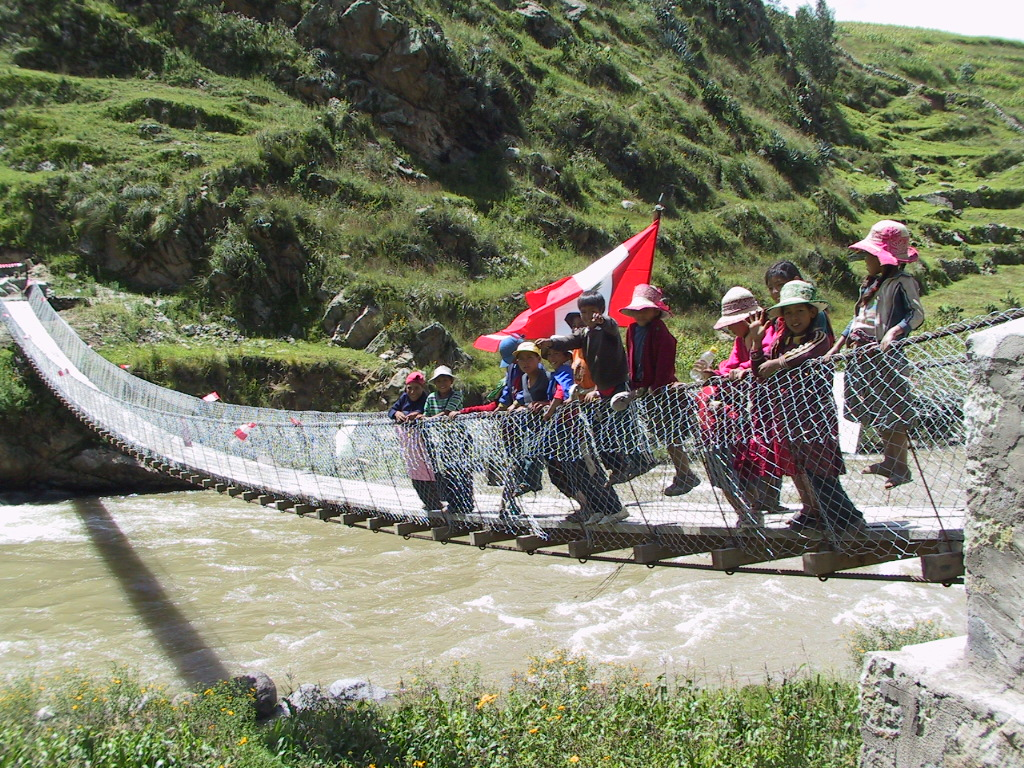
卡尼亞維馬約河

卡尼亞維馬約河（Qañawimayu）是秘魯的河流，發源自米納斯尼約克山和庫爾帕庫喬山之間，流經科塔班巴斯省、瓊比維卡省和帕魯羅省，最終注入阿普里馬克河。